# Кызыл-Жар (Аксыйский район)
Кызыл-Жар (кирг.  Кызыл-Жар, Кызыл-Джар) — село Аксыйского района Джалал-Абадской области Кыргызстана. Входит в состав Уч-Коргонского аильного округа.
Расположен рядом с границей с Республикой Узбекистан и густонаселённым сёлом Нарын на краю Ферганской долины и является районом выращивания арбузов, дынь и хлопка.
Река Нарын (бассейн реки Сыр-Дарья), отделяет село от Учкургана (Узбекистан).

## Население
По состоянию на начало 2021 года население составляло 7 074 жителя (в 2009 году — 5 016 чел.).
Жители села, в основном, заняты в сельском хозяйстве, развито животноводство.

## Демография
| Годы                  | 2009 | 2021  |
| --------------------- | ---- | ----- |
| Численность населения | 5016 | 7 074 |

## История
До 1990 года входило в состав Ошской области.